# Gianluca (cantante)
Gianluca Antonio Abarza Caro (Santiago, 3 de octubre de 1996), conocido monónimamente como Gianluca, es un cantante, compositor y productor musical chileno, también conocido por.

## Biografía

### Primeros años
Nacido en Santiago, Gianluca vivió su infancia en la Ciudad Satélite de Maipú, para luego residir en la comuna de San Miguel.[cita requerida] Su entorno familiar cercano tuvo gran influencia musical: su padre tiene una banda de rock llamada Jekyll and Hyde y uno de sus hermanos también.
Sus influencias musicales partieron a temprana edad, de la mano de Deep Purple principalmente y otras bandas de rock y metal. En su preadolescencia conoció el rap, gustando de grupos como Tiro de Gracia, Panteras Negras y Salvaje Decibel.

### Carrera musical
Gianluca Abarza producía sus propios beats en el programa FL Studio desde el año 2012, donde, según sus palabras, hacía cosas 'más raras y experimentales' para más adelante fusionarlo con el trap. Estudió Arte en la Universidad Diego Portales, retirándose alrededor de 2016 del programa de estudios para dedicarse únicamente a la música. Es así como ese año presentó en su canal de YouTube su primer tema musical, Quemando Billetes. Previo al advenimiento de su popularidad y de posicionarse como uno de los grandes referentes del trap chileno, Gianluca había lanzado una serie de canciones y videos de producción independiente, algunos incluso producidos musicalmente por el propio artista. De este periodo, se desprenden algunos cortes como '11', 'Batman' y 'Wanna Know' (un remix de una canción de Drake), que luego sería incluido en el mixtape 'SSR'. Estos primeros trabajos estarían muy influenciados por una ola de trap adolescente más melancólica liderada por artistas como Yung Lean y la estética 'Sadboy'.
En marzo del 2017, se estrenó el videoclip de Siempre triste, que se convertiría en un fenómeno viral a lo largo del año, y que actualmente supera las dos millones de visualizaciones en YouTube. Éste también fue incluido en su primer mixtape. La popularidad de esta canción, y sus primeros show en vivo ayudarían a Gianluca a convertirse en un artista revelación en el underground nacional.
En mayo del 2018 fue lanzado vía bandcamp el mixtape G Love, con doce canciones que incluyen samples de The Smiths y Björk. Este fue presentado previamente en vivo en Matucana 100, en diciembre del 2018.
En el ciclo #14 de Sesiones Piola de septiembre del 2018, Gianluca interpretó junto a su banda de apoyo los temas Bart, Amor Platónico y Eres mi hogar de Los Prisioneros. El 10 de noviembre participó en el festival Primavera Fauna, compartiendo cartel con artistas y bandas como Lorde, MGMT, Death Cab For Cutie y At The Drive In; y cerrando el año con una colaboración con Princesa Alba: Summer Love.
En 2019, Gianluca firmó con el sello discográfico Quemasucabeza. El 15 de marzo fue lanzado el sencillo Sismo, junto a Pablo Chill-e . A fin de mes, fue parte de la edición anual del Lollapalooza Chile.
Fue nominado a los Premios Pulsar 2019, como Mejor artista de música urbana. La celebración se llevó a cabo el 9 de julio, siendo Ceaese el ganador, ambos artistas ya han colaborado juntos.
Su álbum debut Yin Yang fue estrenado el 4 de octubre, producido y mezclado por Pablo Stipicic y masterizado por Kevin Peterson (The Mastering Palace, Nueva York) y Gonzalo “Chalo” González (CHT Estudios, Chile). También contó con la participación de Gepe, Javiera Mena, Pablo Chill-e y Pedro LaDroga. El mismo fin de semana del lanzamiento, Gianluca se presentó gratis en Concepción y Chillán respectivamente, en el marco del Día Nacional de la Música.
Desde el 30 de octubre al 22 de noviembre de 2019, Gianluca se enmarcó en su primera gira internacional, visitando ciudades de España, México, Estados Unidos y Canadá.
En enero de 2020, sacaría Flotando Remix junto a Princesa Alba. Ese mismo año colaboró con Greenpeace Chile para hacer la canción "Agua", como parte de una campaña contra el acaparamiento de agua realizado por la industria minera.

## Discografía
- SSR (mixtape, 2017)
- Vortex (EP, 2017)[40]
- G Love (mixtape, 2018)
- Yin Yang (álbum de estudio, 2019)[41]
- G Love 2 (mixtape, 2020) [42]

| Año  | Nombre                      | Detalles | Canciones | Referencias |
| ---- | --------------------------- | --- | --- | ----------- |
| 2017 | SSR (mixtape)               | - Publicación: 17 de mayo de 2017 - Formato: Descarga digital - Duración: 32 minutos, 56 segundos - Productores: Gianluca        | - Intro - Ganar (ft. Rehm) - Siempre Triste - Google Maps - Rosas - No te vayas (ft. Rehm) - Modelame (ft. mlsbts) - Wanna Know - Que te vaya bien (ft. mlsbts, Ea$y Kid) - 4 AM (ft. Tytokush) - Avignon (ft. Tytokush) (11 canciones)               |             |
| 2017 | Vortex (EP)                 | - Publicación: 27 de noviembre de 2017 - Formato: Descarga digital - Duración: 11 minutos, 25 segundos - Productores: Gianluca   | - No tengo dirección - Calma - Pk me odias? - Vortex (ft. Baby J, D Allen) (4 canciones) | [ 40 ]      |
| 2018 | G Love (mixtape)            | - Publicación: 18 de mayo de 2018 - Formato: Descarga digital - Duración 42 minutos, 13 segundos - Productores: Gianluca         | - G luv - Lucifer - Luces Rojas - Step Position - Morir a tu lado - Libre - Clonazepam - Bart - Rehm Interlude - Estoy Bien (ft. Big Soto) - Amor Platónico (ft. Orodembow) - A tu manera - Última vez (ft. Ea$y Kid) (13 canciones)                  |             |
| 2019 | Yin Yang (álbum de estudio) | - Publicación: 4 de octubre de 2019 - Formato: Descarga digital - Duración: 38 minutos, 41 segundos - Productores: Quemasucabeza | - Desapegarme - Sismo (ft. Pablo Chill-E) - Quemando millones - Felicidad deshecha (ft. Pedro LaDroga) - Serenata - Solo - Yin Yang (ft. Javiera Mena) - Flotando - Tú (pt. 1) - Tú (pt. 2) - Express - La Lluvia (ft. Gepe) - Hábitat (13 canciones) | [ 41 ]      |
| 2020 | G love 2 (mixtape)          | - Publicación:12 de agosto de 2020 - Formato: Descarga digital - Duración: 32 minutos, 24 segundos - Productores: Quemasucabeza  | - UNO (CONTEO) - CHAINZ (ft. Jaegen) - ZOOM (ft. Young Cister) - XANDER FREESTYLE - D VDD - MÁS - TLNH (ft. Ramriddlz) - NO CAMBIA NA' (ft. Tommy Boysen) - BANANA (ft. Pedro LaDroga, Limabeatz) - VACÍO (10 canciones)                              | [ 40 ]      |
| 2021 | inéditas 2016-2021 (EP)     | - Publicación:20 de julio de 2021 - Formato: Descarga digital - Duración: 24 minutos, 59 segundos - Productores: independiente   | - Rosas OG - 22 - Toi Cansao - Wanna know OG - Tight Demo - Quemando Billetes - Batman - Durazno Sangrante (8 canciones) | [ 42 ]      |

### Sencillos
- No Me Canso ft. Love Yi, MYGAL (2020)
- invierno (2021)
- triste y vacía (2021)
- historias pasadas (2021)
- Sigo aquí (2021)
- Nike en mis pies (2021)

### Otras canciones
- Ronaldinho (2016)
- 11 (2017)
- Self Control (Frank Ocean Cover) (2017)
- Inolvidable (Spanish Remix) (2017)
- Freak In You ft. T Ferent (Spanish Remix) (2017)
- Habitación del Tiempo (2017)
- Wake Up (Spanish Remix) (2018)
- Lemonade (Spanish Remix) (2021)
- Redemption (Spanish Remix) (2021)

### Featurings
- Nunca te había visto (de Ablusión) (2017)
- En la ciudad (de Big Soto, Trainer, Big Angelo) (2017)

- Paco de Lucía (de Gabriel Rammsy) (2018)
- Kinki (de Tytokush) (2018)
- Crash Bandicoot (de Gremnlin Shawty) (2018)
- 21 12 (de Tytokush) (2018)
- Amoríos Pasajeros (de Gepe) (2018)
- La llamada (de Rubio) (2018)
- Joven y famoso (de Young J Star, Polimá Westcoast, Jay Ferragamo) (2019)
- El viento (de Polimá Westcoast) (2019)
- No yores remix (de Pikette23) (2019)
- De a dos (de nfx) (2019)
- Esto no es una canción de amor (de Polimá Westcoast, Young Cister) (2019)
- El derecho de vivir en paz (de musicxs chilenos) (2019)
- Drama (de Easykid, Ceaese, Taiko) (2019)
- No puedo volver (de Harry Nach) (2020)
- Pa Ti (de Pepe:Vizio, Innercut, Itchy & Buco Sounds) (2021)
- Rewind (de Paul Marmota) (2021)v
- teoría del tiempo (de AKRIILA)